# Alnus cordata
Alnus cordata là một loài thực vật có hoa trong họ Betulaceae. Loài này được (Loisel.) Duby mô tả khoa học đầu tiên năm 1828.

## Hình ảnh

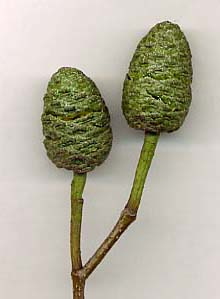
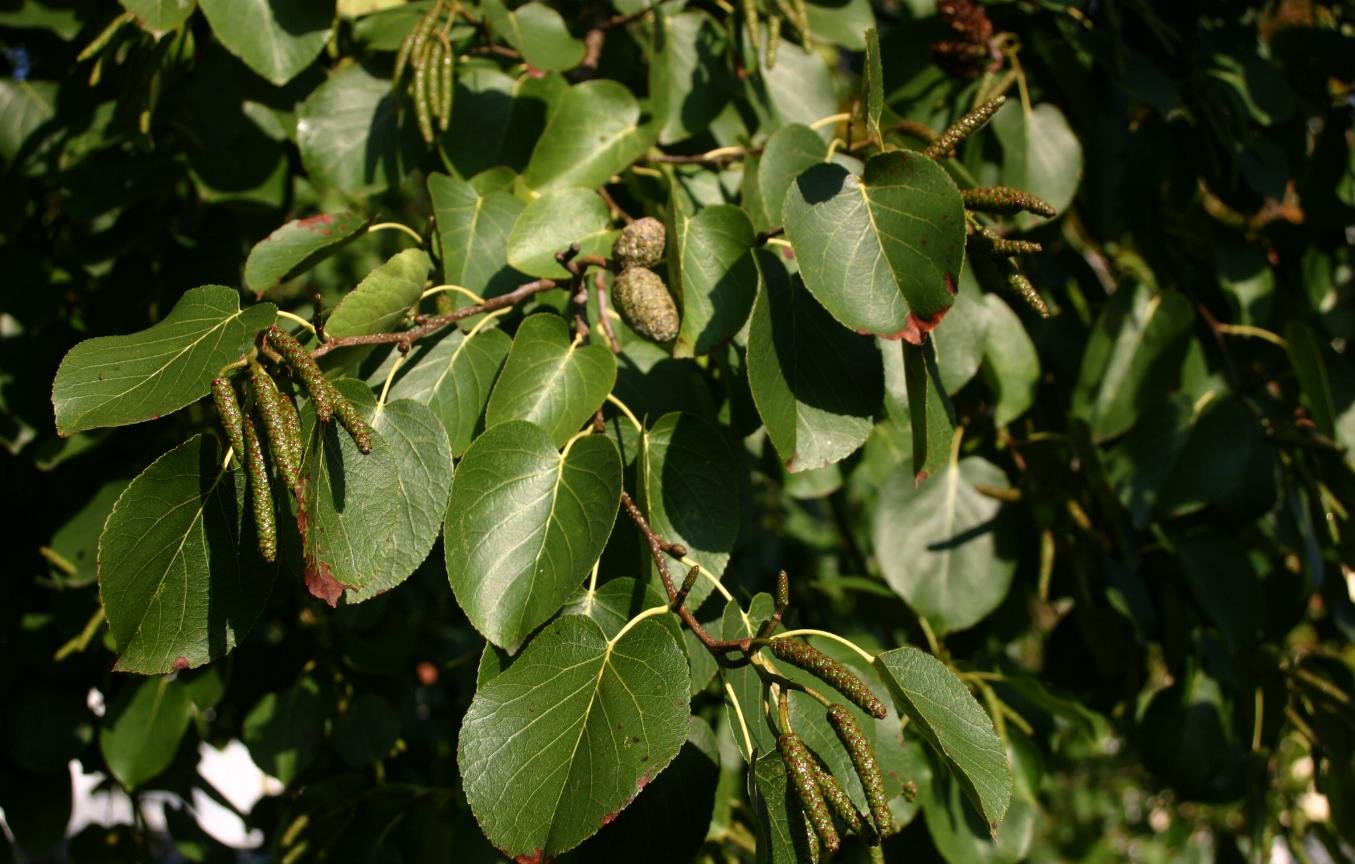
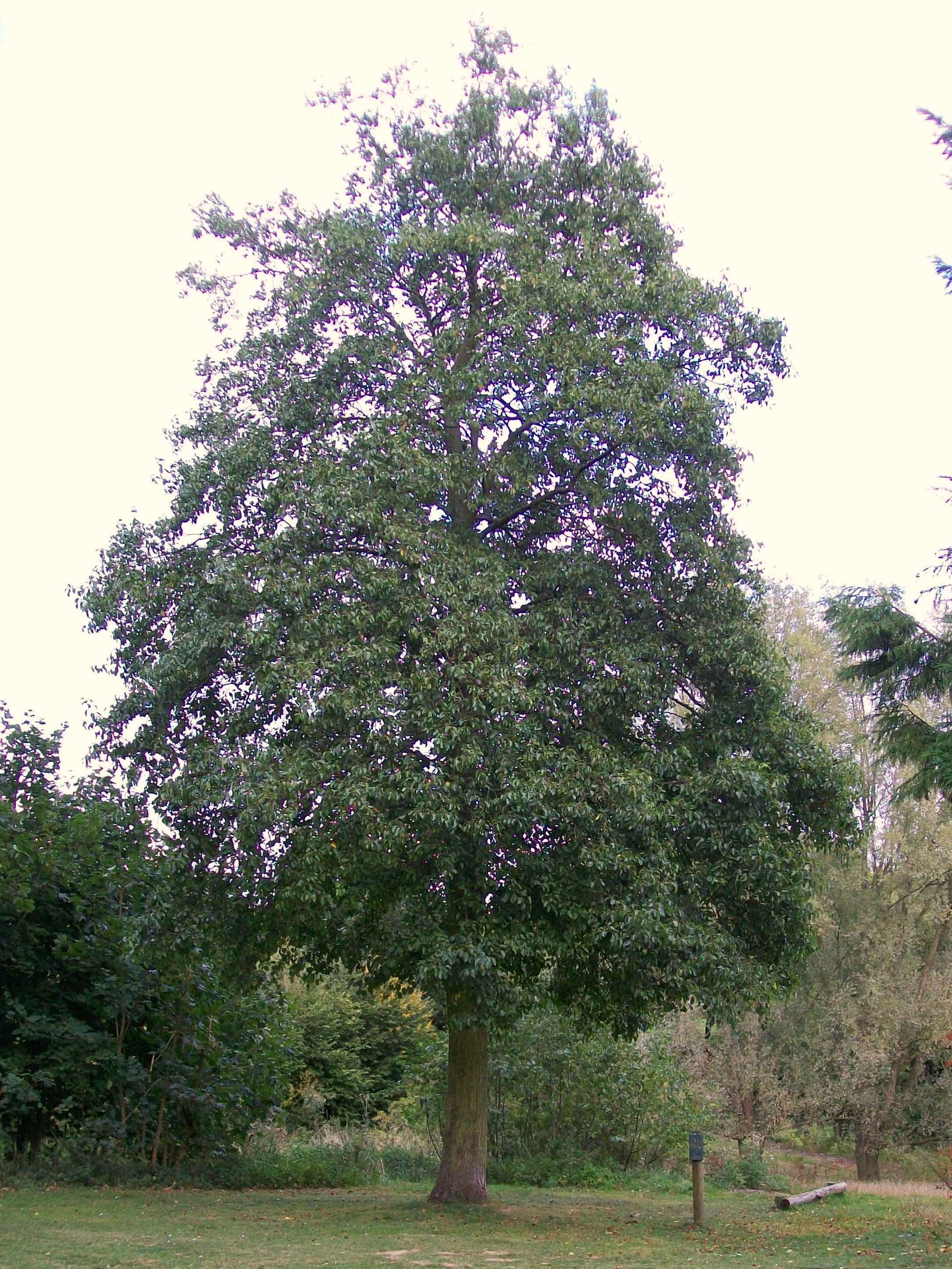
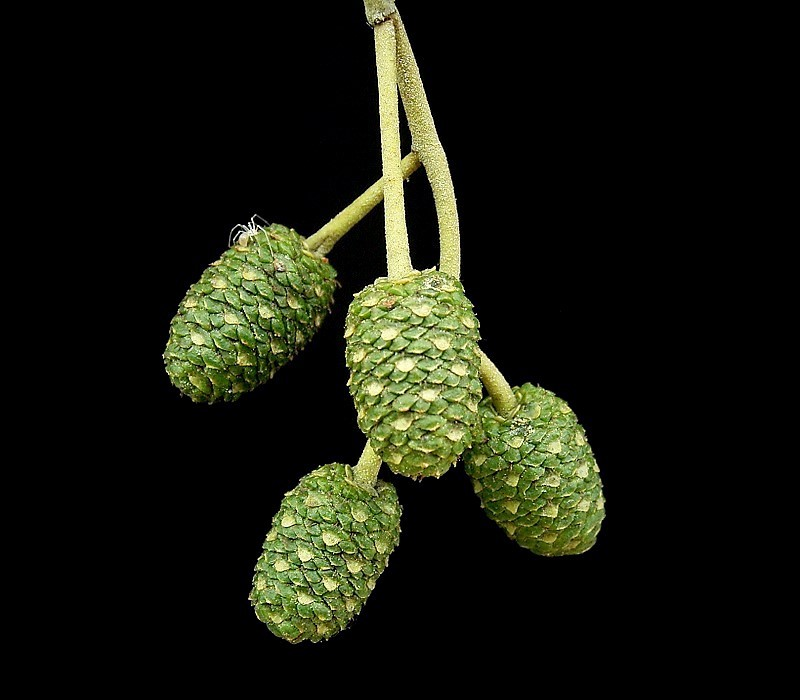